# قلندری (رودان)
قلندری، روستایی در دهستان جغین جنوبی بخش جغین شهرستان رودان در استان هرمزگان ایران است.

## جمعیت
بر پایه سرشماری عمومی نفوس و مسکن در سال ۱۳۹۵، جمعیت این روستا برابر با ۲۹۱ نفر (۸۰ خانوار) بوده‌است.